# Ste-Marguerite (Epfig)

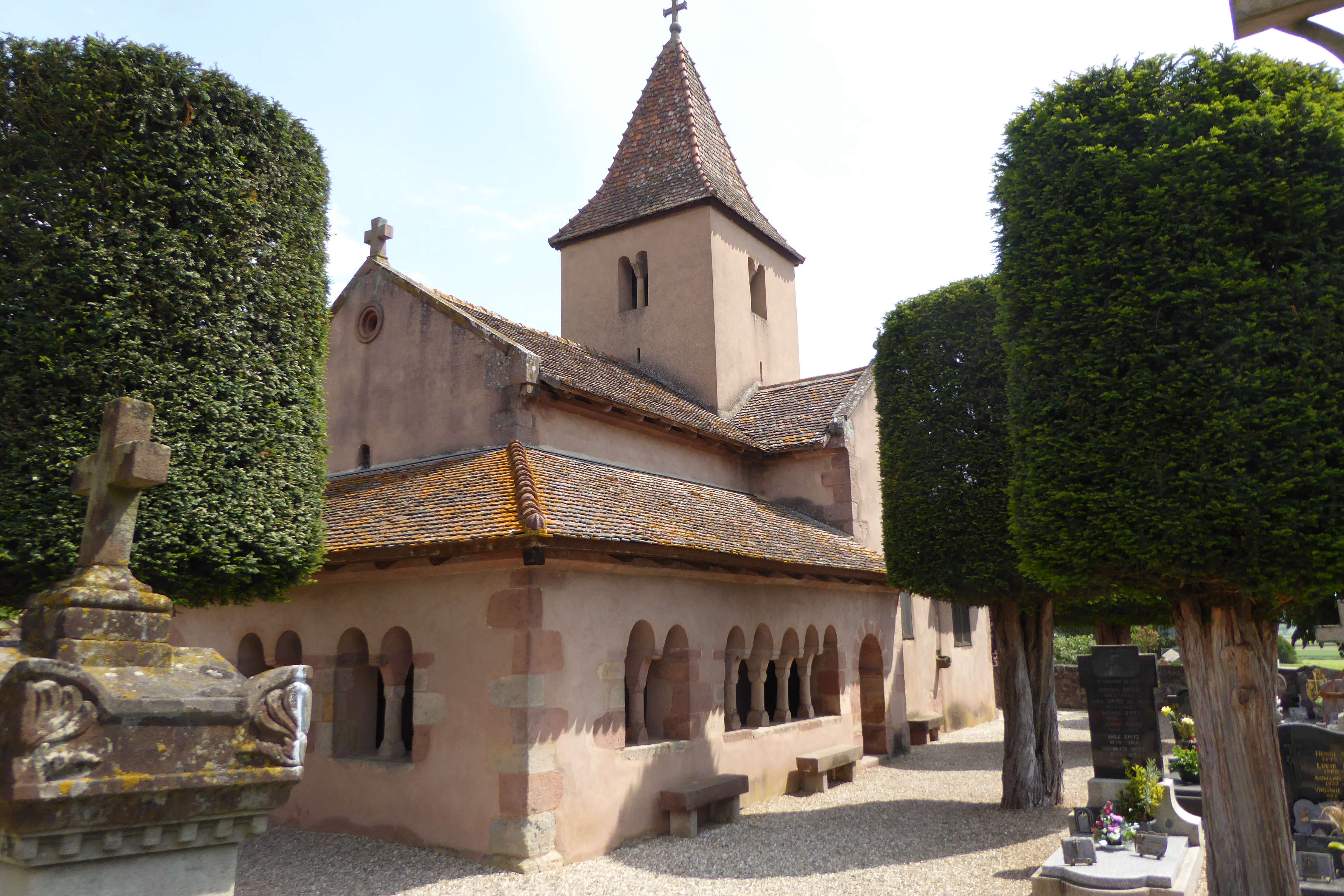
Romanische Kapelle Sainte-Marguerite in Epfig (Bas-Rhin)

Die Kapelle Sainte-Marguerite ist ein romanisches Kirchengebäude im Elsass. Sie liegt in der Gemeinde Epfig im Département Bas-Rhin an der Straße der Romanik und stellt auf Grund ihrer ursprünglichen architektonischen Erscheinung zusammen mit dem achteckigen Zentralbau von Ottmarsheim und der viereckigen Anlage von Avolsheim eine der bemerkenswertesten romanischen Kirchen des 11. Jahrhunderts im Elsass dar. 

## Geschichte

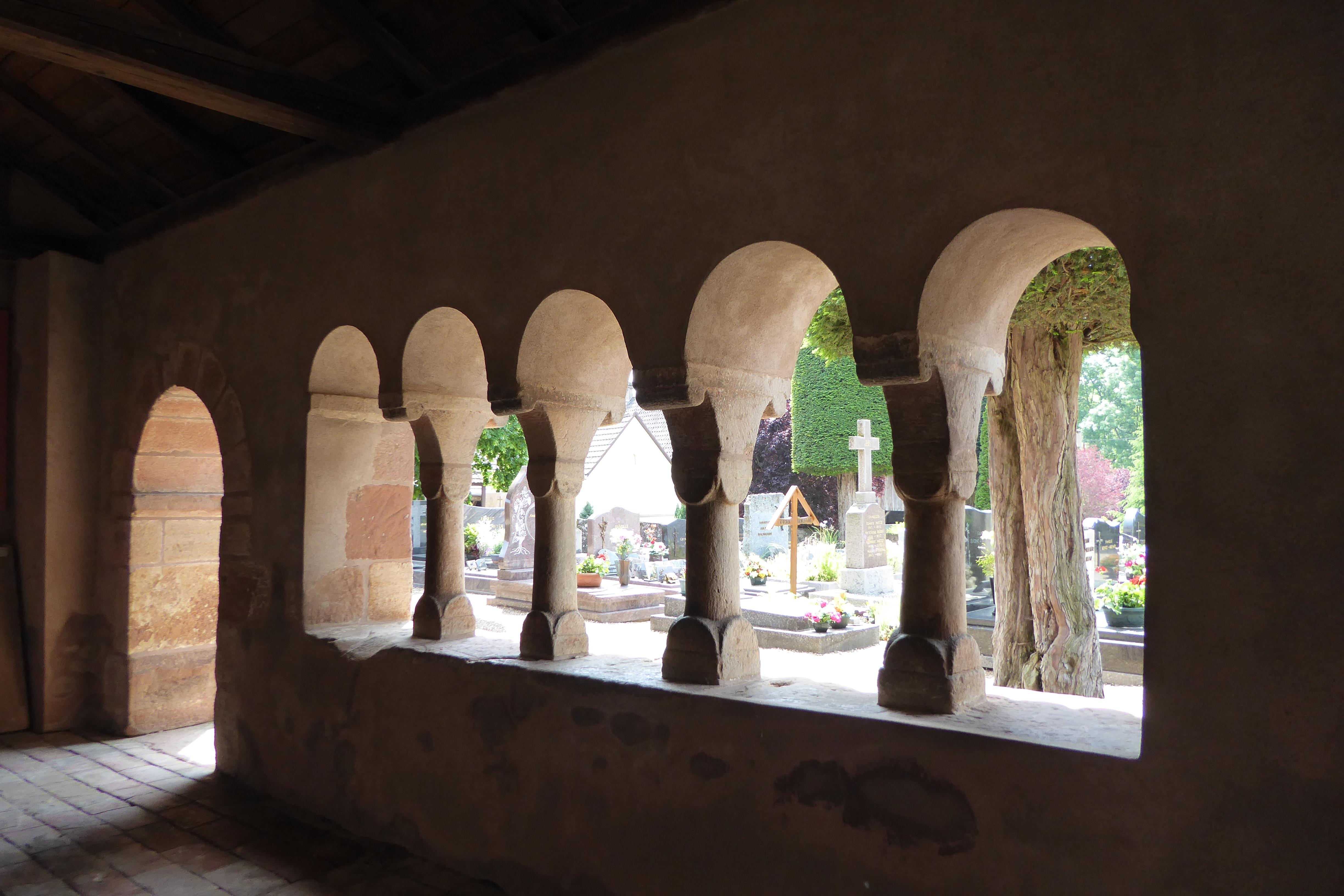
Vorhalle Sainte-Marguerite in Epfig

Der Bau der Kapelle lässt sich auf das erste Viertel des 11. Jahrhunderts datieren. In dieser Zeit entstand der älteste Teil auf einem ungewöhnlichen kreuzförmigem Grundriss. Die Säulengalerien an Süd- und Westseite wurden im 12. Jahrhundert hinzugefügt. Die Sockel der Säulen sind – auf den Kopf gestellt – identisch mit den Würfelkapitellen.  Da man südlich der Kapelle im Boden Reste von Mauerwerk fand, könnten die beiden Säulengalerien Teil eines ehemaligen Kreuzgangs gewesen sein. 
Die Margaretenkapelle ist Ergebnis zweier romanischer Bauperioden. Ihre vier Gebäudearme, die von einem Turm überhöht sind, stammen aus dem 11. Jahrhundert. Sie gruppieren sich um die Vierung und formen auf diese Weise ein lateinisches Kreuz. Der Westflügel bildet in seiner Verlängerung ein Kirchenschiff. Querhausarme, Vierung und Chor sind maßgleich. Erst im 12. Jahrhundert fügte man die Vorhalle an. Um 1516 wurde an der Südseite des Chors eine gotische Kapelle angebaut. An der Nordseite des Schiffs hat man im 19. Jahrhundert das alte Beinhaus auf seinen alten Fundamenten  wieder aufgebaut. Woher die dort aufbewahrten Gebeine stammen, ist nicht gewiss, vermutlich stammen sie aus Gräbern von Epfig und Kollwiler, dem verschwundenen Dorf östlich von Epfig, und von Bauern, die im Bauernkrieg im Jahre 1525 gefallen sind.

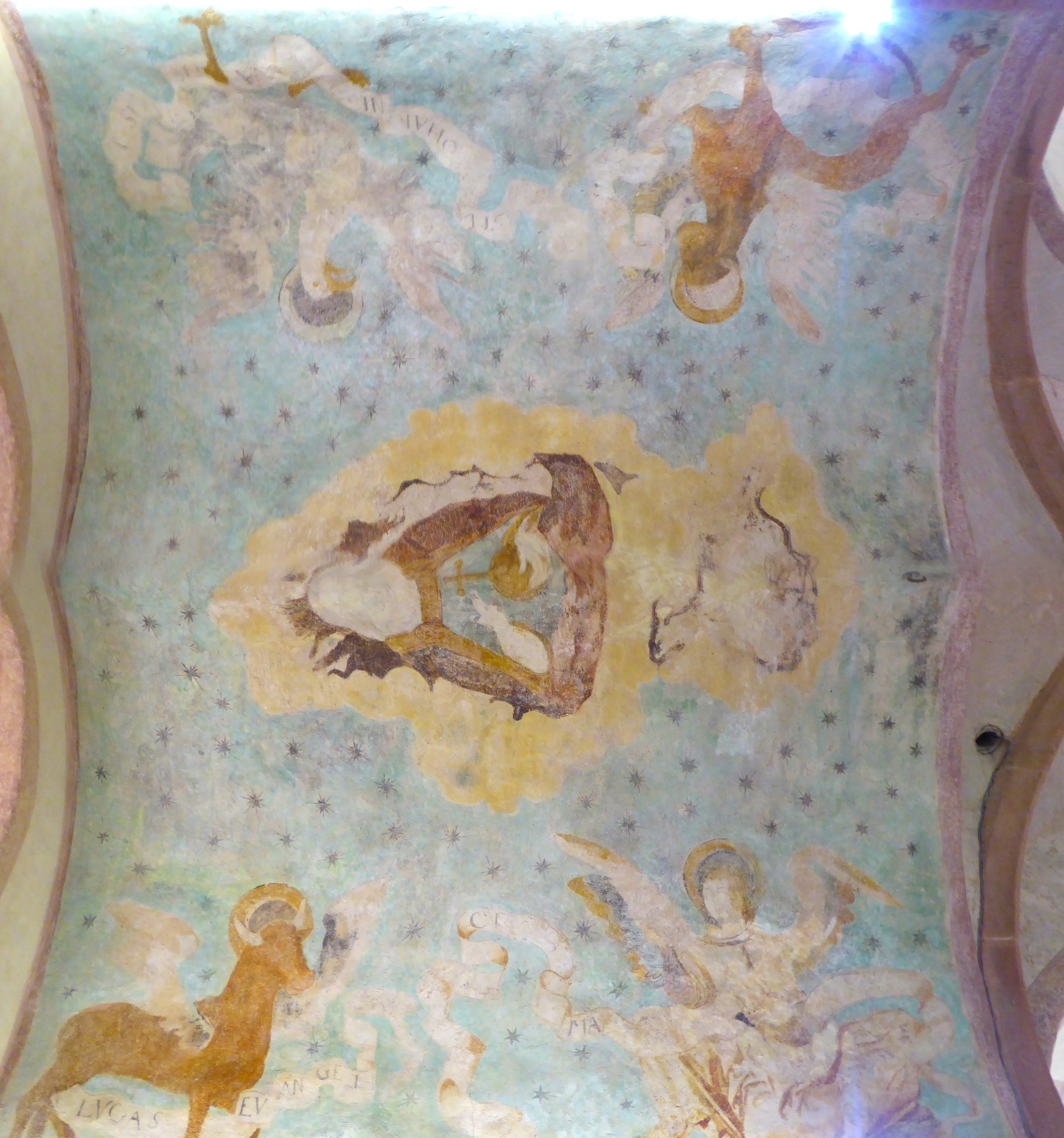
Fresken sind aus dem 14. Jahrhundert

Im Nordosten des Baus befand sich eine Sakristei aus dem 19. Jahrhundert, die heute zerstört ist. Zurückgeblieben sind heute nur noch Spuren ihrer Eingangstür. Der Vierungsturm mit seinen rechteckigen Öffnungen und den darüberliegenden Zwillingsfenstern ähnelt dem Turm von Surbourg.

## Besonderheiten
Diese Kirche des ersten Viertels des 11. Jahrhunderts verfügt über ein Tonnengewölbe, das sie einzigartig im Elsass macht. Sie beherbergte die Statuen „Unserer Lieben Frau von Trauer“ und von Sainte Marguerite. Beide Statuen wurden im Dezember 1973 gestohlen.

## Ausstattung
Die Wände der Kapelle sind aus Sandstein gebaut und verputzt. Die Fresken stammen aus dem 14. Jahrhundert und stellen einen Christus in der Majestät dar, umgeben von den Symbolen der vier Evangelisten und Kreuzen. Diese Bilder wurden zwischen 1990 und 1997 restauriert.